# Aigulfo di Lerins
Aigulfo, o Aigolfo, in francese Aigulphe o Aygulf o Ayoul (Blois, 630 circa – tra il 674 e il 681), è stato un monaco cristiano e abate franco. 
Fu monaco benedettino, divenne abate e subì il martirio.

## Agiografia
Originario di Blois, figlio di genitori di umile condizione ma pii, verso i vent'anni si fece monaco entrando nell'abbazia di Fleury a Saint-Benoît-sur-Loire, subito dopo la sua fondazione (651).
La leggenda vuole che abbia partecipato alla traslazione delle reliquie di san Benedetto da Montecassino a Fleury. La data di questo evento è tuttavia incerta, ma secondo i bollandisti si tratta solo di una leggenda..
Verso il 661 fu inviato da Clotario III come abate a riformare l'abbazia di Lerino, introducendo la regola mista dell'abbazia di Fleury.
Si narra che qui, verso il 675, i monaci Arcadio e Colombo, con l'aiuto del vescovo di Uzès, Mummolo, gli si sarebbero ribellati, imprigionandolo, tagliandogli la lingua e cavandogli gli occhi. Infine lo avrebbero consegnato con altri monaci a dei pirati, che li avrebbero uccisi sull'isola di Capraia. Il suo corpo fu riportato all'abbazia di Lerino nel 675 da Rigomir, abate di Lerino.
La sua memoria liturgica cade il 3 settembre.